# Madonna: The Girlie Show
Madonna: The Girlie Show es un coffee table book y el segundo libro escrito por la artista estadounidense Madonna. La obra muestra imágenes de su gira mundial de 1993 The Girlie Show World Tour hechas por Neal Preston, Serge Thomann y Christopher G. Ciccone, y fotografías de una sesión realizada por Herb Ritts. Fue editado por Glenn O'Brien y publicado en 1994 por Callaway Editions.
El libro incluye un CD con tres canciones grabadas en vivo durante la gira: «Why's It So Hard», «In this Life» y «Like a Virgin». 